# El gabinet del Dr. Caligari
El gabinet del Dr. Caligari (títol original en alemany: Das Cabinet des Dr. Caligari) és una avantguardista pel·lícula muda alemanya de 1920 dirigida per Robert Wiene i protagonitzada per Werner Krauß (Doctor Caligari), Conrad Veidt (Cesare), Friedrich Feher (Francis), Lil Dagover (Jane) i Hans Heinrich von Twardowski (Alan). La seva productora fou Decla. Va ser una de les primeres pel·lícules produïdes als estudis alemanys UFA (Universum Film AG). El director Robert Wiene va fer-hi una tasca excel·lent amb les emocions dels personatges, els moviments de càmera i la presència dels personatges. Els intertítols han estat traduïts al català.

## Argument
Inspirada en un cas real, narra una sèrie de crims sexuals ocorreguts a Hamburg, Alemanya. Narrava els escruixidors crims que cometia Cesare, sota les ordres hipnòtiques del seu propietari el doctor Caligari, que recorria les fires de les ciutats alemanyes exhibint el seu somnàmbul. La idea dels guionistes era de denunciar l'actuació de l'Estat alemany durant la Primera Guerra Mundial. El guió original de la pel·lícula, de Hans Janowitz i Carl Mayer, va ser modificat i Wiene, segurament pressionat per la productora i aquesta per les autoritats alemanyes, va afegir una escena inicial i una altra final que trastocaven el sentit de la història, quedant convertides en el relat d'un boig.

## Temes i interpretacions

### Autoritat
En la pel·lícula es tematitza l'autoritat brutal i irracional aconseguint així que l'antagonista, el doctor Caligari, es mostre com una persona violenta i insana. La figura del doctor es pot observar com una representació del govern de guerra alemany. Açò es deu al fet que la principal ambició del doctor Caligari és tindre un control absolut i una autoritat il·limitada sobre els seus pacients. Aquest control que viola tots els drets humans, es mostra a la figura del somnàmbul Cesare. Hans Janowitz descriu Cesare com la representació de "l'home comú d'obediència incondicional". Per altra banda, Siegfried Kracauer, al seu llibre De Caligari a Hitler (1947), defineix el doctor Caligari com una figura autoritària i tirana premonitòria del dictador Adolf Hitler. Sent així la figura de Caligari la del dictador que controla la voluntat del dèbils convertint-los en titelles per aconseguir els seus propòsits.
Per altra part, el film mostra alguna de les neurosis existents a Alemanya i la República de Weimar, particularment en l'ombra de la Primera Guerra Mundial (1914-1918), quan l'extremisme estava molt present, els reaccionaris encara controlaven les institucions alemanyes i els ciutadans tenien por de l'impacte del Tractat de Versalles sobre l'economia i estaven traumatitzats per tot el que havia suposat la guerra.

### Percepció de la realitat
Com la pel·lícula es veu des del punt de vista d'un malalt mental, l'argument perd veracitat i l'espectador no pot acceptar res com a real del que es narra. Deixant així en dubte si els fets narrats van ocórrer realment o no i atribuint-li una sensació de desassossec i incògnita a tot el llargmetratge. A més, perquè els espectadors no puguen distingir la realitat de la imaginació, els elements visuals són iguals tant en la història principal, com en l'epíleg i el pròleg.

## Estil
Durant la fase de rodatge una revista alemanya escrivia "l'expressionisme ha ingressat en l'art del cinema". Acord en la trama de la pel·lícula, els escenaris pareixen extrets de la ment d'un dement. Configurats per formes rocambolesques i irreals, transmetent sensacions de confusió a l'espectador. L'expressionisme és l'estètica fonamental d'aquest llargmetratge. Una estètica basada en l'estrafolari i el sinuós dins d'un ambient fosc. Les formes predominants que configuren l'escenari són les corbes, les línies obliques i les puntes, creant paisatges que es pleguen i es doblen en angles inusuals.
Tot açò es deu al fet que els escenaris no eren construccions sinó pintats sobre llenç. Les ombres i els raigs de llum foren pintats directament en el set. Fent-ho d'aquesta manera s'aconseguia distorsionar la perspectiva i la tridimensionalitat de l'escenari. El que afavoria la transmissió d'una sensació d'incertesa i terror.
La producció d'aquest decorat va anar a càrrec de Hermann Wárm, Walter Reimann i Walter Rohrig.

## Repartiment
- Werner Krauß: Dr. Caligari
- Conrad Veidt: Cesare
- Friedrich Fehér: Francis
- Lil Dagover: Jane Olsen
- Hans Heinrich von Twardowski: Alan
- Rudolf Lettinger: Dr. Olsen
- Rudolf Klein-Rogge: Criminal (no surt als crèdits)

## Al voltant de la pel·lícula
El productor, Erich Pommer, de la Decla-Bioscop, volia que fos Fritz Lang qui dirigís la pel·lícula, però Lang tenia altres compromisos en aquell moment, de manera que al final va ser Wiene qui la va dirigir.
La cinta és considerada com el primer film expressionista de la història, i destaquen els decorats distorsionats que creen una atmosfera amenaçadora. Els responsables de l'escenografia van ser Walter Rörig, Walter Reimann i Hermann Warm, membres del grup Strum. L'expressionisme va ser una edat daurada del cinema, de la qual els majors representants van ser Fritz Lang, George Wilhelm Pabst i F.W. Murnau, Paul Wegener.
L'expressionisme en aquest film es basa en la interpretació subjectiva del món dels personatges, que es troben sota el món real. S'enfronten en els personatges dos conceptes diferents: la imaginació i l'oníric davant el realisme. Un personatge acaba com volent dir que tot va ser producte de la imaginació de la persona, que no existeix el somnàmbul ni el doctor Caligari.
La pel·lícula es caracteritza per l'estilització dels decorats, la forma exagerada d'actuar, els efectes lluminosos, alguns dels quals són puntuals i forts per a fer ressaltar-los de la resta del conjunt de l'escena. També es mostren potents i peculiars usos d'angulació de la càmera, com un enquadrament inclinat.
Els decorats estan distorsionats, ja que es representen com si fossin una maqueta o cartons pintats superposats per a crear il·lusions, d'aquesta manera els decorats són molt expressius i els actors també. S'emfatitzen ombres fosques i contrasts, com en el seu començament, en aparèixer la noia que ressalta del fons. Es nota que hi ha un ús de llums artificials. L'expressionisme va influenciar després, per exemple, Alfred Hitchcock.